# لنرقص الترانتيلا ثم نموت
لنرقص الترانتيلا ثم نموت رواية إجتماعية للمؤلف الجزائري عبد المنعم بن السايح نشرت عام 2018 عن دار الماهر للطباعة والنشر والتوزيع بولاية سطيف.

## ملخص الرواية
في هذه الرواية تطرق الكاتب للحديث عن المجتمع الفلسطيني، حيث سلط الضوء على عاداته وتقاليده التي انتقدها بشدة. تحدث أيضًا عن علاقة الشعب الفلسطيني بقضيته التحررية الفلسطينية وإسترجاع الأرض، وكانت الرواية تحاول الإجابة عن سؤال: هل الفلسطيني مؤمن بقضيته أم لا؟.
لقد جاءت هذه الرواية كنقد للفرد الفلسطيني وتعارضه وتعريه ولا تصوره على أنه ملائكي الذات؛ كما تصوره كل الروايات المعاصرة. وملامح التمرد ظهرت في بطل الرواية «جواد» هو شاب فلسطيني فقير ويتيم واجه الحياة بصعوبة، يحب الفن والأدب، مؤمن أن قوة الفن أكبر من قوة السلاح. يحاول «جواد» أن يواجه بيئته التي تحتكم على الأعراف القديمة وتقدسها، ويحاول أن يجدد لهم فكرهم ولكن كل محاولته باءت بالفشل. في مقابل يقع البطل في حب فتاة متحررة وكاتبة من نابلس ولكن عائلتها ترفض أن يرتبط بها بحجة أنه فقير ولا يناسب مستواهم الاجتماعي ولا يناسبها في المستوى الفكري. من هنا يحقد البطل على مجتمعه وعلى الطبقية ويحاول أن يثور على الفكر الرجعي. هذه الحادثة تزامنت مع استشهاد خطيب أخته في المقاومة، من هنا قرر أن يلتحق بصفوف المقاومة كنوع من جلد الذات والثورة. بعد مسيرة مقاومة تحررية يقع «جواد» أسيرا في سجون الاحتلال الإسرائيلي وبعد سلسلة من التعذيب يحكم عليه بالمؤبد وفي سجن انفرادي. من هنا يقرر جواد أن يكتب روايته الخاصة بعيدا عن أحقاد وتناقضات مجتمعه الذي يسير بكل عماه وراء الأعراف الجامدة، ويختار أن ينتصر لنفسه في الخيال فيكتب رواية بعنوان «احتراق الياسمين» ويكون أبطالها من فلسطين ولكنهم يقومون في إيطاليا، هناك يمارسون كل أنواع الحرية الفكرية والجسدية والتحررية، وتنتهي الرواية بنهاية سعيدة غير تلك النهايات المأساوية التي اعتاد عليها الفلسطيني في حياته الواقعية. ولكن عندما ينتهي «جواد» من كتابة الرواية يعود إلى واقعة المدجج بالانهزامية والكراهية والغل، حيث وجد مجتمعه لا شيء تغير فيه.

## الجوائز
فازت الرواية عام 2020 بــ جائزة محمد ديب للأدب فرع الرواية المكتوبة باللغة العربية.

## دراسات
البنية السردية في رواية لنرقص الترانتيلا ثم نموت للكتاب عبد المنعم بن السايح، جامعة خميس مليانة، دراسة نقدية.

## مقتطفات
- «كم أنت موهوب أيها المطر! تكتب وترسم وتعزف، من مثلك يملك كل تلك المواهب دون أن يصيبه الغرور، تسرع إلى شجرة عطشى فتسقيها، ترطب خدود الأرض التي جعد العمر وجهها.»[7]
- «في لحظات السقوط تكثر الطعنات، لا الأرض ترحم من يسقط ولا الناس ترحم!.. ما أكثر الساقطين، وما أكثر الضاحكين على سقوط الآخرين.»
- «نحن نكتب، لأننا نخاف على كل شيء في زمنٍ كالزجاج.. ونحلـم، لأن الحلم هو الحقيقة الوحيدة التي تدعم هشاشتنا في الحياة.. نكذب، لنصدق عبثًا بأننا لسنا أنبياء، نمارس الممنوع سرًا، لنحظى ببعض الفراغ الضروري، ذلك الذي يجعلنا نرى الأشياء على عريها.»
- «حين نفقد الأشياء ونسترجعها فيما بعد نُترَف بها أكثر ونحتفي بأشياء لم نلحظها من ذي قبل، لأننا سنرى تفاصيل بها لم نكن لنراها آنذاك.»